# 范阳迈二世
范阳迈(二世)（Yan Mah II，406年？—446年），林邑时代的第十任占婆国王，约于425年-446年在位。范阳迈（二世），本名咄，是第九任国王范阳迈（一世）之子。在位期间多次掠夺日南、九真，与南朝宋爆发冲突。最终南朝宋于446年攻破占婆都城典冲城，范阳迈于同年病死。

## 生平

### 早年
阳迈本名“咄”，是林邑时代占婆王国的第9任国王范阳迈—世之子。咄被封为“太子”，成为占婆的副王。大约在元嘉八年（431年），范阳迈去世后，咄只有十九岁，成为第10任占婆国王。因咄仰慕其父之德，遂改名“阳迈”。

### 统治
宋文帝元嘉初年（425年），阳迈（二世）即位。当时因占婆多次劫掠日南、九真二郡，交州刺史杜弘文欲率兵征讨，但是听闻占婆改朝换代，于是作罢。
此后，交州与占婆关系仍旧不睦。杜弘文于元嘉四年（427年）去职，王徽成为交州刺史，亦欲征讨占婆，但是最终也未能成行。
元嘉七年，阳迈上表称与交州不睦，请求宋廷宽宥。
元嘉八年，占婆水军再度袭击了日南、九德。交州刺史阮弥之派遣队主相道生率兵三千人讨伐占婆，但是没能攻取区粟城，因此作罢。

### 去世
元嘉二十二年（445年）末，因林邑多次寇边，宋文帝派遣交州刺史檀和之统兵讨伐林邑。太尉府振武将军宗悫受檀和之节度。檀和之派遣府司马萧景宪为前锋，宗悫仍领萧景宪军副。阳迈得知宋军来伐，遣使上表请求归还之前掳掠的日南百姓，并奉送珍宝，以此请和。宋文帝认为阳迈如果真心归降，可以允许其归顺。
元嘉二十三年（446）二月，宋军到达朱吾戍，宋使毕愿、高精奴前往林邑传诏，府户曹参军日南太守姜仲基、前部贼曹参军蟜弘民随同前往。阳迈却扣留了姜仲基、高精奴等二十八人，让蟜弘民回去复命。大约在夏季，萧景宪等人知道阳迈并非真心归顺，于是进军攻打区粟城，阳迈派遣大帅范扶龙大戍守林邑北部重镇区粟，又派水步军前来救援。萧景宪指挥宋军，成功击败前来救援的敌军。
元嘉二十三年（446年）五月，宋军攻克区粟城，斩杀扶龙大，获金银杂物不可胜计。龙骧司马童林之、九真太守傅蔚祖战死。由于林邑精锐悉数被宋军歼灭于区粟，林邑已经难以抵抗宋军的进攻。随后宋军乘胜追讨，进围林邑都城典冲。阳迈率军与宋军在都城之东的东桥决战，结果阳迈受伤，落象，占婆军遂大败。阳迈带着家眷逃往山林之中。
六月，宋军攻入林邑都城之后，进行了一番洗劫后撤离。阳迈回到都城后，病亡。